# Žuta groznica
Žuta groznica groznica teška zarazna je bolest koju uzrokuje virus žute groznice, koju prenose zaraženi komarci. Smrtnost od žute groznice kreće se od 20-50%.
Komarci Aedes aegypti ne mogu se razvijati na temperaturi nižoj od 23 ° C i zbog toga je žuta groznica bolest tropskih predjela. U uvjetima zrakoplovnog prometa prenošenje zaraze je preko ljeta moguće i u krajeve s umjerenom klimom.
Bolest se javlja naglo s visokom temperaturom. 
- Širenje žute groznice u Južnoj Americi 2009.
- Širenje žute groznice u Africi 2009.

## Vanjske poveznice
- Zavod za javno zdravstvo  Arhivirana inačica izvorne stranice od 19. travnja 2016. (Wayback Machine)
- Cybermed